# Pseudopterogorgia thomassini
Pseudopterogorgia thomassini är en korallart som först beskrevs av Tixier-Durivault 1972.  Pseudopterogorgia thomassini ingår i släktet Pseudopterogorgia och familjen Gorgoniidae. Inga underarter finns listade i Catalogue of Life.